# 9 to 5: Days in Porn
9 to 5: Days in Porn è un documentario tedesco sull'industria pornografica statunitense, scritto e diretto da Jens Hoffmann.

## Distribuzione
Il documentario ha esordito in anteprima al Montreal World Film Festival il 24 agosto 2008. È stato successivamente presentato a Duisburg in Germania, durante la Film Week il 3 novembre 2008. In seguito è stato proiettato nel febbraio 2009 a Berlino, al Miami International Film Festival nel marzo 2009 al Festival Internazionale del Cinema Indipendente di Buenos Aires a marzo; in Italia ha debuttato a giugno durante il Bellaria Film Festival. È stato anche trasmesso in televisione sul canale Cielo.